# スマートブック
スマートブック（英: Smartbook）は、ほぼスマートフォンとネットブックの中間に位置する、インターネット用モバイル情報端末の1つである。

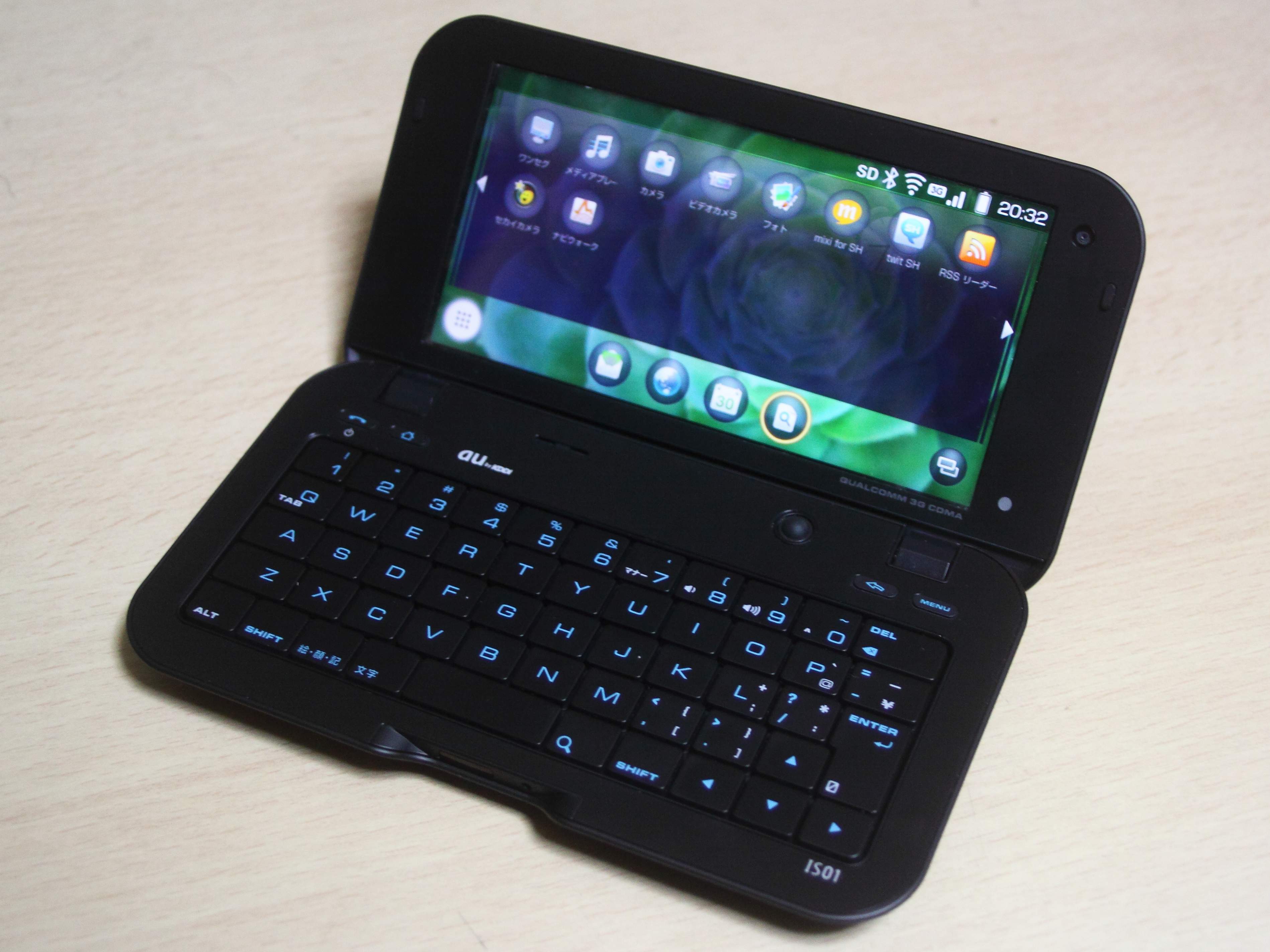
au IS01（SHI01）

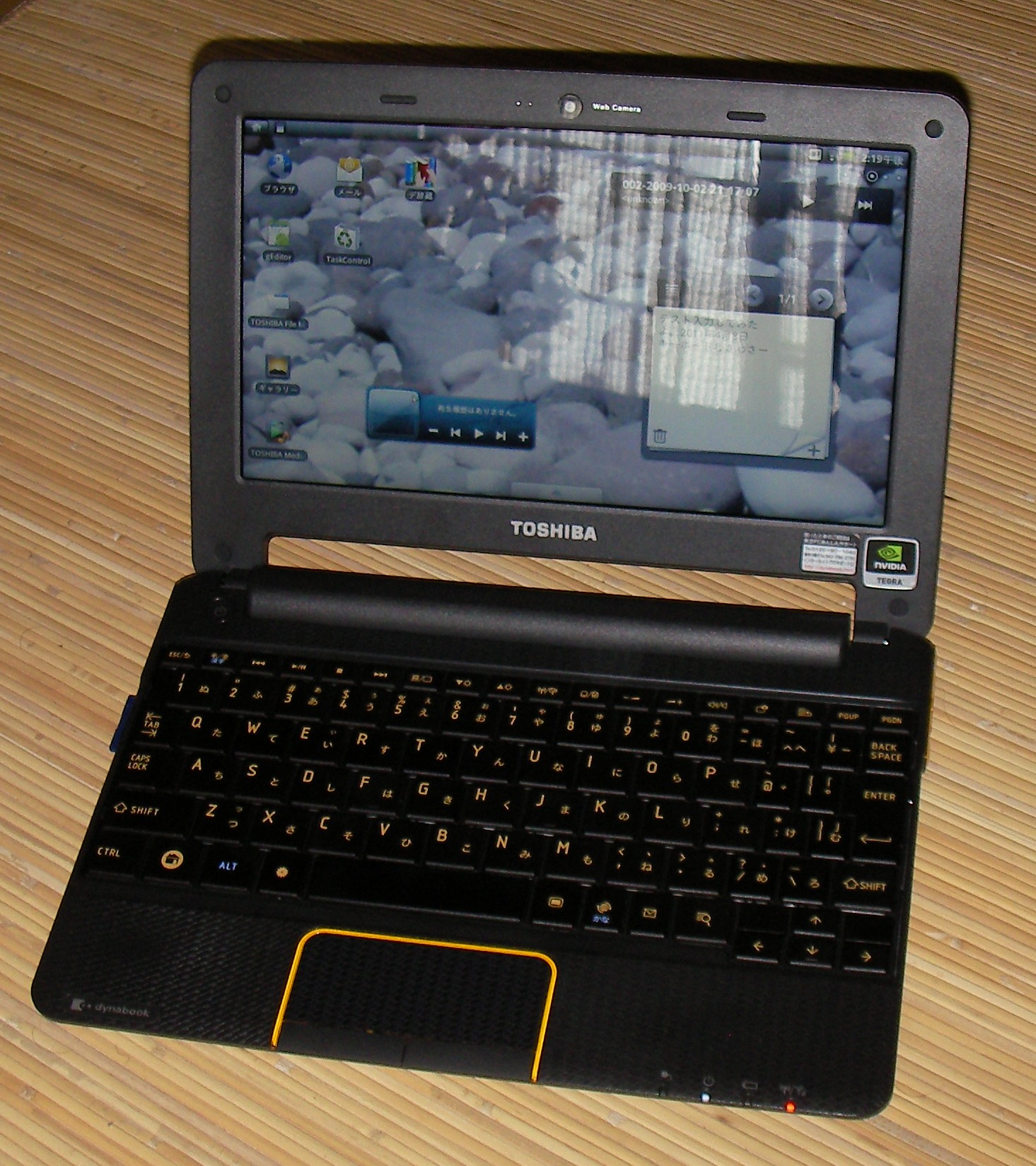
東芝 dynabook AZ

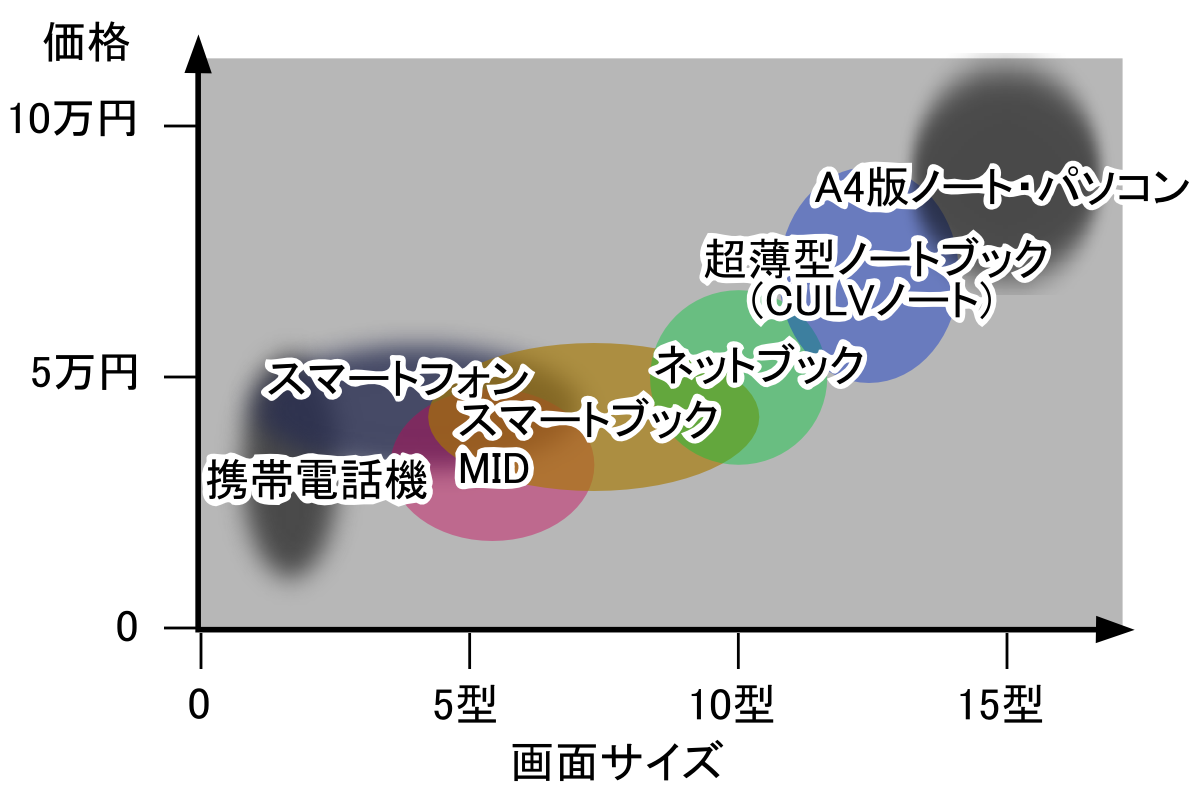
スマートブックの位置

## 構成
スマートブックの公式な規定は存在しないが、一般に以下のような構成のものを指す。
- Qualcomm Snapdragon、およびNVIDIA Tegra 250などのARMコアをベースとしたプロセッサ
- 4-10型カラー液晶画面
- フルキーボード
- NANDフラッシュメモリ（HDDを使わない）
- Linux系オペレーティングシステム (OS)
- 3G通信、無線LAN、Bluetooth、GPS機能内蔵

プロセッサはスマートフォンにも使われているARMコアの中でも比較的上位のものが当てられ、多くのネットブックで使用されるAtom+チップセットよりも低消費となる。カラー液晶画面は4-10型程度でスマートフォンと同等か少し大きめで、ネットブックよりは小さめのものが使用される。液晶画面にタッチスクリーン機能が付くものもある。フルキーボードが必ず付く。記憶装置はHDDは使わずにNANDフラッシュメモリを使うことで小型で低消費電力になる。OSにはLinux系が使われ、デスクトップ系OSをスマートブック用にカスタマイズしたものもしばしば見られる。英カノニカル社がARMアーキテクチャ向けのUbuntuを開発している他、米Google社のChromeOSの採用も今後は見込まれる。
重量は約900g（2ポンド）以下、厚みも20mm以下で8時間以上の電池駆動が可能とされる。当初、SCAD大学と米フリースケール・セミコンダクタ社がスマートブックのコンセプトモデルとして発表したものは奇抜なデザインだった。今後、全体の配置や外形はネットブック型のクラムシェル式に開くものか、一部のスマートフォンのようにスライド式キーボードを備える形式が主流となる可能性がある。

## 機能・用途
スマートフォンとネットブックの中間的な存在であるスマートブックは、両者の中間的な能力を備えることで、スマートフォンでは満足できない、より解像度の高い、又は画面が見やすいエンターテイメント系サービスや操作感の向上を与え、ネットブックほどの汎用的能力を必要としない代わりにより長い動作時間を求める使用者層に対応する。
3Gを含む無線によってインターネットに常時接続できる能力を備えることで、高機能携帯電話やスマートフォンで広がり始めた多様なサービスの利用が可能になり、この点で無線LANが必須とされるだけのネットブックと位置づけが異なる。ネットブックとの差別化の1つに素早い起動があり、Linux系OSの採用によってWindows OSより早く使用可能な状態になる。また、低消費電力な構成なため電池駆動での使用時間もネットブックより長くなるとされる。米インテル社が提唱している「MID」（Mobile Internet Device）の位置付けが、スマートブックと重なっている。MIDではフルキーボードの搭載が必ずしも求められていない点ではスマートフォンに似ているが、画面サイズを含めてスマートフォンより高機能な用途を想定している点ではスマートブックに近い。Atom＋チップセットのコストが現状でも低価格であるので、インテルが言うように今後Atomの消費電力が大きく削減できれば、ARMコアのチップセットを使ったスマートブックに対抗したMIDにも成功の可能性があり、スマートブックにAtomが使われないとも限らない。
用途
- 移動環境でのインターネット・携帯無線接続
  - ウェブ・ブラウジング
  - メール
  - 携帯サービス
  - 音声通話（一部端末のみ）[要出典]
- 動画・静止画・音楽再生[1]

その他、文書作成や電子辞書として使えるものもある。

### デザイン
dynabook AZ
- 10.1型ワイド液晶を搭載する"クラウドブック"。
- 本シリーズは国産メーカーでは初めて、OSにAndroidを採用する。Androidは主にスマートフォンに採用されており、長時間稼動・クイック起動・常時接続が出来る特徴がある。本シリーズはPCの操作性とスマートフォンの機動性を併せ持つモバイルノートである。
- CPUにはNVIDIA Tegra 250を採用する。

## コスト比較
市場に流通している種類が少ないため単純な比較は出来ない。なお、シャープが2009年8月に発売したNetWalker（辞書なし）は3万円台から4万円台で流通している。
部品コスト比較（対ネットブック）
スマートブックとネットブックの構成部品コストを主な要素ごとに比較してみる。プロセッサとチップセットでは、スマートブックのARMコアチップのチップセットが70-75米ドル程度なのに対し、ネットブックのAtom＋チップセットは32-40米ドルと、半額程度でかなり廉価に購入できる。また、3G通信モジュールと搭載するとすれば、ネットブックでは個別に回路を必要とするのに比べ、スマートブックのARMコアチップのチップセットでは内蔵されたものを選べるので追加コストはあまりない。
OSのコスト差も大きい。Windows XP Home のネットブック向けライセンス料（先進国向けの推定額）は30米ドルと高く、スマートブックのLinux＋DVD再生ソフトなどは3-6米ドルでかなり安い。
筐体、キーボード、液晶画面、電池、NANDフラッシュメモリ、グルー回路、配線基板、アンテナ、その他の部材は同一の物を使用し182-209米ドルだと仮定すると、両者の推定コスト合計は、スマートブックの299-339米ドルに対して、ネットブックは255-290米ドルとされる。

## 歴史
米クアルコム社は2008年末、または2009年前半頃からスマートブックの名を示し、米フリースケール・セミコンダクタ社とも共同で提唱し始めた。なお2008年の段階では、クアルコム社はスマートブックに相当するものを、Pocket Computing Device（PCD）やMobile Computing Device（MCD）と呼んでいた。フリースケール・セミコンダクター社は2009年6月の Computex Taipei 2009 でスマートブックのコンセプトモデルを展示した。